# Жилин, Фёдор Яковлевич
Фёдор Яковлевич Жилин (1693 — 1765) — воронежский губернатор, действительный статский советник.

## Биография
В военную службу вступил в 1710 году солдатом пехотного полка. Участвовал в Северной войне и в русско-турецкой войне 1735–1739 годов. На 1738 год — подполковник.
В 1741 году перешел на гражданскую службу, был произведен в полковники и назначен в Штатс-контору. В 1746—1753 годах был прокурором Юстиц-коллегии.
В 1753 году был переименован в статские советники и назначен санкт-петербургским вице-губернатором. В 1760 году произведен в действительные статские советники. В 1761 году был назначен воронежским губернатором. Отсюда указом, состоявшимся не ранее 27 февраля 1763 г., Ф.Я. Жилин был переведен вице-губернатором в Белгород. Считая это назначение несправедливым, Жилин подал челобитную Екатерине II и в том же году был назначен вице-президентом департамента Юстиц-коллегии.
Умер в 1765 году. Жена — Пелагея Ивановна.